# Дельво-Стерес, Мади
Мади Дельво-Стерес (11 октября 1950, Люксембург) — люксембургский политик, государственный и общественный деятель, педагог. Депутат Европейского парламента (с 2014).

## Биография
После окончания Парижского университета в Сорбонне до 1989 года работала учителем в лицее Люксембурга. В 1974 году стала членом Люксембургской социалистической рабочей партии (ЛСРП), активно участвовала в работе женской фракции, в 1985 году была избрана в центральный комитет партии.
В 1987 году — муниципальный советник столицы Люксембурга.
В 1989 году избрана в Палату депутатов Люксембурга (переизбиралась в 1994, 1999, 2004 и 2009 годах). Вскоре после первых выборов заняла должность государственного секретаря по вопросам здравоохранения, социальной защиты, молодёжи и спорта. В 1994—1999 годах занимала пост министра транспорта, затем — связи и социальной защиты в христианско-социалистических правительствах Жака Сантера и Жан-Клода Юнкера. На посту министра транспорта с 1994 по 1999 год занималась реорганизацией железных дорог в соответствии с европейскими директивами, а в качестве министра связи осуществила либерализацию телефонной связи страны. В 2004 году М. Дельво-Стерес вернулась в правительство, и была назначена министром образования Люксембурга, занимала эту должность до 2013 года.
В 2014 году, будучи лидером избирательного списка ЛСРП, избрана депутатом Европейского парламента. В Парламентской Ассамблее Совета Европы является членом Комитета по культуре и Комитета по выполнению обязательств государств-членов Совета Европы (Мониторинговый комитет). Была содокладчиком по мониторингу Турции.

## Награды
- Гранд-офицер Ордена Заслуг (1995, Люксембург)[1]
- Большой Крест Ордена Дубовой короны (1999, Люксембург)[2]
- Гранд-офицер Ордена Адольфа Нассау (1999, Люксембург)[3]
- Орден Инфанта дона Энрике (Португалия)